# Diüllosz (történetíró)
Diüllosz (Δίυλλος, latinosan Diyllus, i. e. 3. század) görög történetíró.
Athéni polgár volt, Ephorosz történetíró egyetemes történeti munkáját folytatta egyik művében Kr. e. 357-től Kr. e. 296-ig, egy másikban pedig Kr. e. 296-ig. A műből csak töredékek maradtak fenn.